# محافظة هروب
محافظة هَرُوب هي إحدى المحافظات التابعة لمنطقة جازان جنوب غرب السعودية، وتقع إلى جهة الشرق من المنطقة، وحاضرتها مدينة هروب التي تبعد حوالي 110 كم شمال شرق مدينة جيزان، ويتبع المحافظة عدد من القرى والمراكز.

## نبذة
بدأت هروب كمركز ويعتبر من أوائل المراكز في السعودية حيث أنشئ سنة 1357هـ، واستمر كذلك بمستوى مركز «فئة أ» إلى أن صدر الأمر بترقيته إلى محافظة «فئة ب» سنة 1435هـ الموافقة لسنة 2014م.

## جغرافياً

### الموقع والسطح
تقع محافظة هروب بين دائرتي عرض (45 و 42 43 شمالاً) وبين خطي طول (15–17–30 درجة شرقاً) ويحدها من الشمال محافظة الريث ومن الجنوب ديار قبائل بلغازي ومن الشرق جبال الحشر وبني صهيف التابعة لمحافظة الدائر بني مالك وغرباً قبائل النجوع وقبائل عبس والحسيني التابعة لمحافظة صبيا. حيث تعد من المناطق الواقعة على الحافة الغربية لجبال السروات وطبيعة السطح بها جبلي عمومًا وتتخللها بعض الأودية.

### المناخ
مناخ محافظة هروب هو مناخ مداري نظراً لوقوعها ضمن المنطقة المدارية. وتشتد برودة الطقس في فصل الشتاء في مرتفعات المحافظة الجبلية، بينما تنخفض كلما اتجهت إلى الأسفل جهة الأودية.

### السكان
بلغ عدد سكان محافظة هروب (30,709) نسمة حسب تعداد السعودية 2022، عدد السعوديين (26,347) نسمة، وعدد غير السعوديين (4,362) نسمة.

## الزراعة
تعتبر المدرجات الزراعية في هروب هي الأراضي المستصلحة للزراعة، وذلك لطبيعة المنطقة الجبلية. وتنقسم المحاصيل الزراعية إلى ثلاث أقسام:
- محاصيل حبوب، وأهمها (البُن - القمح - الذرة بنوعيها - الشعير - الدخن - البر).
- محاصيل فاكهة، وأهمها (المانجو - الليمون - السفرجل - الموز - الجوافة - التين بنوعية).
- نباتات عطرية، وأهمها (الكادي - النرجس - البعيثران - الريحان - البردقوش - الخزام).

## المراكز[7]التابعة
تتبع محافظة هروب خمسة مراكز وهي:
- مركز منجد.
- مركز وساع.
- مركز رزان.
- مركز حجن بني مشيخ.
- مركز الجوين

## القرى التابعة
تتبع المحافظة عدداً من القرى، منها:
- الجوفاء
- الفقر
- السفار
- حسد
- الخليلة
- رصعة
- البازخ
- جبل نعمة
- مزار
- وساع
- الدهماء
- الجزعة
- جبيرة
- الخصرة
- النشمة
- حلبان
- شهدان
- نيد الحرة
- الأودية
- النيد
- الزرقاء
- العصم
- القرنة
- ضيعة الصهاليل
- الغمار بالعزيين
- الفقارة
- نامرة
- الهياج
- الجشاء
- الصلقة بني مشيخ
- الحجر
- الغمرة
- القفل
- القطعاء
- القاطرة
- الرفقات
- القلعات
- المراوة
- أداهي
- الشوراء
- المزرب
- جبل ردا
- وادي عمم
- الحشيفاء
- الرمايد
- الخايع
- مدخل البير
- الغبيب
- الصفار
- العاين
- ضيعة بني مجهل
- جبل المعادي
- جبل الخير
- المكحومه
- ضيعة بني مشيخ
- وادي حجن بني مشيخ
- نيد مغدان
- الضحي بني مجهل
- اوعال
- كروس العزين
- الجوين
- المعراض
- مروس العزين
- المغسل
- الحرف

## وصلات خارجية
محافظة هروب على اليوتيوب.